# إوادي (واكاياما)
مدينة إوادي (بالإنجليزية: Iwade) هي أحد المدن التابعة لمحافظة واكاياما. تأسست رسميًا في 01/04/2006. ويقدر عدد سكانها بـ 51,843 نسمة حسب تقدير مكتب الإحصاء الياباني لعام 2012. تبلغ مساحة إوادي 38.5 كم2. بكثافة سكانية تبلغ 1347 نسمة/كم2.